# Sony Classical
Sony Classical Records – wytwórnia płytowa, która rozpoczęła działanie pod nazwą Columbia Masterworks Records, w ramach amerykańskiej Columbia Records. W 1948 roku wydała swoją pierwszą długogrającą płytę gramofonową.
Do artystów Sony Classical Records należą między innymi:
- Isaac Stern
- Pablo Casals
- Vladimir Horowitz
- Eugene Ormandy
- Vangelis
- Elliot Goldenthal
- Leonard Bernstein